# ジョナソン・シモンズ
ジョナソン・カルヴィン・シモンズ（Jonathon Calvin Simmons, 1989年9月14日 - ）は、アメリカ合衆国テキサス州ヒューストン出身のバスケットボール選手。身長198cm、体重88kg。
ポジションはシューティングガード。
尚、ファーストネームは 『ジョナ"サ"ン』ではなく 『ジョナ"ソ"ン』である。

## 経歴

### 若齢期・高校
テキサス州ヒューストンで生まれスマイリィ・ハイスクールを卒業後、パリスジュニア大学に入学した。

### カレッジ
パリスジュニア大学には1年のみ在籍し、ミッドランド大学を経て、2011年11月15日、ヒューストン大学に移りカレッジ・バスケットボールでプレーするための資格を得たが2010-11シーズンは、NCAAの転入規約によりプレーできなかった。
2011-2012シーズンは、29試合でのスターターを含む30試合に出場し、平均14.7得点、5.0リバウンド、2.2アシスト、フィールドゴール成功51.2％、3ポイント38.6％の記録を残した。
1年次終了時点で2012年のNBAドラフトにエントリーし、ドラフト前には数チームのトライアウトに参加したが、結局、指名は得られなかった。

### プロリーグ

#### シュガーランド・レジェンド
2013年1月に、アメリカン・バスケットボール・リーグ(ABL)ドラフトで、シュガーランド・レジェンに指名され
入団、リーグは財政状況悪化に伴いシーズンは半ばで中止されたものの、16試合出場で平均36.5得点を記録した。。

### NBADリーグ

#### オースティン・トロス/スパーズ
2013年10月に、NBADリーグのオースティン・トロスのトレーニングキャンプに参加し、開幕ロースターに入ることが出来た。ルーキーシーズンの2013-14は44試合に出場し、平均 9.8 得点、4.5 リバウンド、1.4 アシスト、1.0 スティールの成績を残した。
翌2014-15シーズンは、50試合に出場し、平均15.2得点、4.3リバウンド、3.7アシスト、フィールドゴール成功49.5％、3ポイント39.8％の記録を残した。

### NBA

#### サンアントニオ・スパーズ
2015年6月29日、ブルックリン・ネッツロースターとしてサマーリーグに参加し、オーランドでの3試合に出場し1試合平均12得点、5リバウンドの成績を残した後、2015年7月10日、サンアントニオ・スパーズと2年契約で合意すると、サンアントニオ・スパーズのロースターに移り、7月11日のニューヨーク・ニックス戦から出場した。前シーズンDリーグのオースティン・スパーズで共にプレーし、サマーリーグMVPに選ばれたカイル・アンダーソンと、シモンズの活躍により、スパーズは順調に勝ち進み、初の女性ヘッドコーチベッキー・ハモンの指揮下、サマーリーグトーナメントで優勝した。シモンズは7月20日の決勝で 23得点を記録し、決勝MVPに選ばれた。
2015–16シーズンは、開幕から出場機会が無いまま、11月7日、Dリーグのオースティンにアサインされた。11月14日、NBAロースターに戻され、その日のフィラデルフィア・76サーズ戦でNBA初出場を果たし、8分31秒の出場で、2得点、2リバウンド、2アシスト、1スティールを記録した。2016年1月4日、ミルウォーキー・バックス戦で数回のダンクを含む、キャリアハイとなる18 得点を記録した。7月30日、スパーズと1年間の延長契約を結んだ。
2016-17シーズン開幕戦となった2016年10月25日のゴールデンステート・ウォリアーズ戦で、シモンズはベンチ出場ながら20得点を記録し、129-100での開幕戦勝利の原動力となった。その後もシーズン通してベンチからの得点源として活躍した。
2016-17シーズン終了後の2017年7月13日、スパーズはルディ・ゲイと契約したことを受け、シモンスに出していたクオリファイング・オファーを取り下げ、完全FAにしたことを発表した。

#### オーランド・マジック
2017年7月14日、オーランド・マジックと3年1800万ドルの契約を結んだ。10月27日のサンアントニオ・スパーズ戦では、ベンチ出場ながら17得点を記録し114-87の大勝に貢献。古巣相手に意地を見せた。

#### フィラデルフィア・セブンティシクサーズ (2019)
2019年２月７日、2020年ドラフト1巡目指名権（オクラホマシティ・サンダー経由）、2019年２巡目指名権と合わせて、マーケル・フルツと交換にフィラデルフィア・セブンティシクサーズに放出された。

#### Gリーグへ
2019年6月21日、アドミラル・スコフィールドの指名権と共にワシントン・ウィザーズに金銭トレードで放出され、7月7日に解雇。2020年2月25日にサンタクルーズ・ウォリアーズと契約し、再起を期すことになった。

## NBAスタッツ

### レギュラーシーズン
| シーズン | チーム     | GP  | GS | MPG  | FG%  | 3P%  | FT%  | RPG | APG | SPG | BPG | PPG  |
| -------- | ---------- | --- | -- | ---- | ---- | ---- | ---- | --- | --- | --- | --- | ---- |
| 2015–16  | スパーズ   | 55  | 2  | 14.8 | .504 | .383 | .750 | 1.7 | 1.1 | .4  | .1  | 6.0  |
| 2016–17  | スパーズ   | 78  | 8  | 14.8 | .420 | .294 | .750 | 2.1 | 1.6 | .6  | .3  | 6.2  |
| 2017–18  | マジック   | 69  | 50 | 29.4 | .465 | .338 | .768 | 3.5 | 2.5 | .8  | .2  | 13.9 |
| 2018–19  | マジック   | 41  | 9  | 20.6 | .364 | .229 | .778 | 2.4 | 2.3 | .4  | .3  | 6.9  |
| 2018–19  | シクサーズ | 15  | 0  | 14.6 | .453 | .429 | .640 | 1.7 | 2.2 | .7  | .1  | 5.5  |
| Career   | Career     | 258 | 69 | 20.5 | .443 | .317 | .756 | 2.4 | 1.9 | .6  | .2  | 8.3  |

### プレーオフ
| シーズン | チーム   | GP | GS | MPG  | FG%  | 3P%  | FT%  | RPG | APG | SPG | BPG | PPG  |
| -------- | -------- | -- | -- | ---- | ---- | ---- | ---- | --- | --- | --- | --- | ---- |
| 2016     | スパーズ | 3  | 0  | 8.7  | .400 | .667 | .500 | 1.3 | .7  | .7  | .0  | 3.7  |
| 2017     | スパーズ | 15 | 4  | 20.4 | .456 | .351 | .677 | 1.9 | 1.9 | .6  | .1  | 10.5 |
| Career   | Career   | 18 | 4  | 18.4 | .452 | .375 | .667 | 1.8 | 1.7 | .6  | .1  | 9.4  |

### カレッジ
| シーズン | チーム           | GP | GS | MPG  | FG%  | 3P%  | FT%  | RPG | APG | SPG | BPG | PPG  |
| -------- | ---------------- | -- | -- | ---- | ---- | ---- | ---- | --- | --- | --- | --- | ---- |
| 2011–12  | ヒューストン大学 | 30 | 29 | 30.1 | .512 | .386 | .716 | 5.0 | 2.2 | .7  | .4  | 14.7 |

## プレースタイル
優れた身体能力を活かしたプレーが持ち味。

## 脚註
1. ↑  “Jonathon-Simmons”.   draftexpress.com (2015年). 2017年10月23日閲覧。
2. ↑  “Jonathon Simmons”.   uhcougars.com (2012年). 2015年7月12日閲覧。
3. ↑  “Men's Hoops Signs Four during Early Period”. UHCougars.com (2010年11月15日). 2015年7月12日閲覧。
4. ↑  “Jonathon Simmons”.   ESPN.com (2012年). 2015年7月11日閲覧。
5. ↑  “Jonathon Simmons Biography”. NBA.com (2012年6月18日). 2015年7月12日閲覧。
6. ↑  “Sugar Land Legends First Round Draft Pick”. Facebook.com (2013年1月15日). 2015年7月12日閲覧。
7. ↑  Rodriguez, Ken (2014年2月4日). “From Nowhere to Now Here”. NBA.com. 2015年7月12日閲覧。
8. ↑  “Austin Toros Announce Trainig Camp Invitees”. NBA.com (2013年10月31日). 2016年1月10日時点のオリジナルよりアーカイブ。2015年7月12日閲覧。
9. ↑  “Austin Toros Announce 2013-14 Opening Night Roster”. NBA.com (2013年11月22日). 2015年7月12日閲覧。
10. ↑  “Jonathon Simmons D-League Stats”. Basketball-Reference.com. 2015年7月12日閲覧。
11. ↑  “Jonathon Simmons”.   NBA.com (2015年). 2015年7月11日閲覧。
12. ↑  “BROOKLYN NETS ANNOUNCE SUMMER LEAGUE ROSTER AND SCHEDULE”. NBA.com (2015年6月29日). 2015年7月12日閲覧。
13. ↑  “Spurs Sign Jonathon Simmons To Two-Year Deal”. RealGM.com (2015年7月10日). 2015年7月12日閲覧。
14. ↑  “purs Sign Jonathon Simmons To Two-Year Deal”.   RealGM.com (2015年7月10日). 2015年7月11日閲覧。
15. ↑  “Spurs guard Jonathan Simmons' posterizing dunk at Summer League!”. YouTube.com (2015年7月11日). 2015年7月12日閲覧。
16. ↑  “Recap: Spurs 93, Suns 90”. NBA.com (2015年7月20日). 2015年7月20日閲覧。
17. ↑  “SPURS ASSIGN JONATHON SIMMONS TO AUSTIN SPURS”.   NBA.com (2015年11月7日). 2015年11月8日閲覧。
18. ↑  “Jonathon Simmons Recalled From D-League By Spurs”.   RealGM.com (2015年11月14日). 2015年11月15日閲覧。
19. ↑  NBA Game Info PHI vs. SAS(2015/11/14)  NBA.com 2015年11月14日
20. ↑  “Leonard scores 24, Spurs beat Bucks 123-98”. NBA.com (2016年1月4日). 2016年1月4日閲覧。
21. ↑  Jonathon Simmons' contract with Spurs becomes fully guaranteed
22. ↑  Warriors: 20 points in 28 minutes
23. ↑  Spurs Make Jonathon Simmons Unrestricted FA
24. ↑  Spurs renounced rights to Jonathon Simmons, agreed to a deal with Brandon Paul
25. ↑  Jonathon Simmons agreed to a three-year deal with Magic
26. ↑  マジックがジョナソン・シモンズと契約　NBA   JAPAN
27. ↑  Jonathon Simmons: It’s time to release the animal inside of me
28. ↑  “Team Acquires Jonathon Simmons, First and Second-Round Picks in Trade With Orlando”. NBA.com (2019年2月7日). 2019年2月7日閲覧。
29. ↑  “Wizards select Hachimura, trade for rights to Schofield in 2019 NBA Draft”. NBA.com (2019年6月21日). 2019年6月21日閲覧。